# فنان

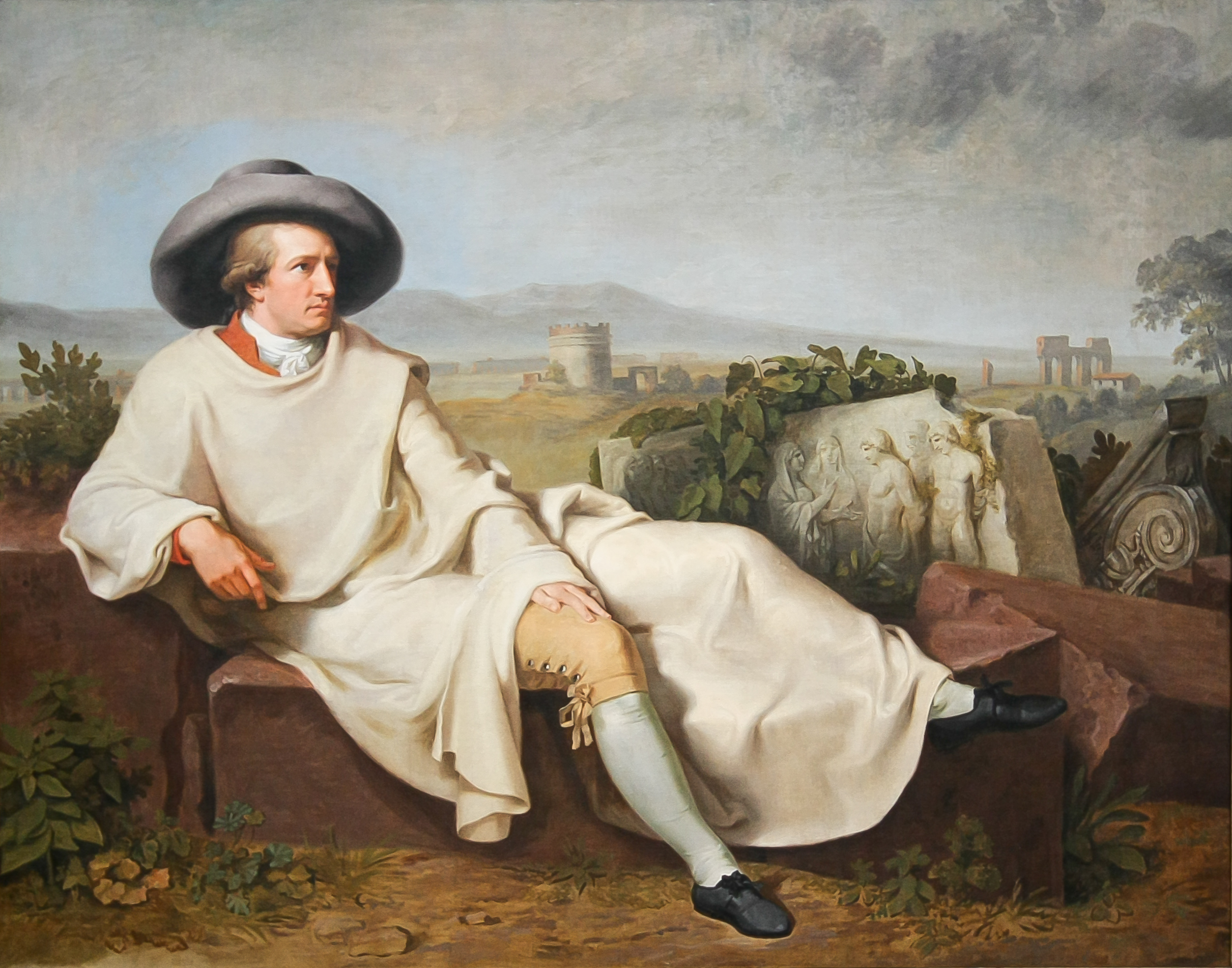
يوهان فولفغانغ فون غوته أحد أشهر فناني ألمانيا، عمل في مجالات عديدة.

الفَنَّان هو الشخص الذي يشارك في واحد أو أكثر من الأنشطة المتصلة بخلق الفن وممارسة الفنون و/أو إظهار احا الفن. غالباً ما يستخدم المصطلح في قطاع الترفيه، ولا سيما في سياق الأعمال التجارية، للموسيقيين وفناني الأداء الأخرين.
الفنان هو الإنسان الذي يُبدع ويُعبّر عن أفكاره ومشاعره من خلال وسيلة فنية، سواء كانت الرسم، التمثيل، الموسيقى، النحت، التصميم، أو غيرها من الفنون. لا يُقاس الفن بعدد الألوان أو الأصوات أو الحركات فقط، بل يُقاس بالقدرة على التأثير، على لمس القلوب، وعلى نقل فكرة أو إحساس بطريقة لا تُنسى.
الفن ليس حرفة فقط، بل رسالة ورؤية، والفنان هو صاحب هذه الرسالة. يترجم الواقع، أو يتخيله، يعبّر عن القضايا أو يهرب منها، لكنه دائماً يحمل في أعماله وجهة نظر، أو نبضًا إنسانيًا. في كثير من الأحيان، يكون الفنان مرآة للمجتمع، يعكس ما يدور فيه، ويثير الأسئلة قبل أن يقدّم الإجابات.
الفنان لا يحتاج بالضرورة إلى أدوات باهظة، قد يبدع بأبسط الخامات، لكن ما يميّزه هو القدرة على تحويل العادي إلى استثنائي. قد يرسم لوحة تهز مشاعرنا، أو يمثل دوراً يترك أثرًا في ذاكرتنا، أو يعزف لحناً يرافقنا لسنوات.
في النهاية، الفنان ليس فقط من يمارس الفن، بل من يعيش الفن. يفكر، يشعر، ويتنفس بطريقة مختلفة. يرى ما لا يراه الآخرون، ويترجمه بطريقة يفهمها الجميع.